# Midamiella santaremensis
Midamiella santaremensis är en skalbaggsart som först beskrevs av Dillon 1945.  Midamiella santaremensis ingår i släktet Midamiella och familjen långhorningar. Inga underarter finns listade i Catalogue of Life.